# The Signal (2007)
The Signal ist ein US-amerikanischer Horrorfilm von 2007 von David Brucker, Dan Bush und Jacob Gentry.

## Handlung
Der Film ist in drei Teile (genannt Transmissions) geteilt, die jeweils von einem der Regisseure inszeniert wurde. Vor dem ersten Teil werden Szenen aus einem Horrorfilm gezeigt, die anschließend in das eigentliche Signal übergehen, welches aus einer Art Bild- und Tonrauschen besteht. Dieses Rauschen ist auf dem Fernseher von Ben zu sehen, mit dem Mya gerade ihren Mann Lewis betrügt. Mya versucht ihren Mann anzurufen, um ihm mitzuteilen, dass sie sich verspätet, doch aus den Telefonen kommt auch nur ein Rauschen.

### I. Transmission („schwer verliebt“ im Original „Crazy in love“)
Mya fährt nach Hause und sieht unterwegs schon die ersten Personen, die sich sonderbar verhalten. Zu Hause angekommen wird sie von ihrem Mann Lewis zur Rede gestellt, wo sie war. Lewis hat gerade zwei Freunde Jerry und Rod eingeladen, mit denen er ein Sportereignis im Fernsehen schauen wollte, doch auch sein Fernseher sendet nur das Signal. Schließlich bricht unter den drei Freunden ein Streit aus, bei dem Lewis Jerry tötet. Rod kann Lewis fesseln, währenddessen flieht Mya in die Nachbarwohnung, in der ihre Nachbarin ebenfalls ermordet wurde. Am nächsten Morgen will sie das Haus verlassen, wird aber von Rod gefangen. Sie kann ihn jedoch überzeugen, dass sie nicht dem Wahnsinn verfallen ist. Rod erzählt ihr, dass der Wahnsinn die ganze Stadt befallen hat. Mya und Rod wollen zusammen mit dem Auto fliehen, dabei wird Rod angeschossen. Als er während der Fahrt zu erkennen gibt, dass er ebenfalls dem Wahnsinn verfallen ist und Mya angreift, fährt diese das Auto gegen ein Hindernis und flieht. Vorher sagt sie einem zur Hilfe eilenden Bewohner (Clark), dass sie zum Bahnhof unterwegs ist.

### II. Transmission („Das eifersüchtige Monster“ im Original „The jealousy monster“)
Der Teil des Filmes beginnt mit einem Ehepaar (Anna und Ken), die Partyvorbereitungen treffen. Dabei versucht Ken, der das Signal im Fernseher gesehen hat, Anna umzubringen. Diese kann sich jedoch wehren und tötet aus Notwehr ihren Mann. Clark aus Transmission I, der Vermieter der beiden, rettet derweil den verletzten Rod aus dem Auto, wird dann jedoch von diesem angegriffen. Er enthauptet Rod und flieht anschließend in die Wohnung von Anna und Ken. In diese dringt ebenfalls Lewis ein, der vor dem Haus den beschädigten Wagen seiner Frau gefunden hat. Lewis leidet an Wahnvorstellungen und tötet eine Freundin von Anna, die ebenfalls in der Wohnung nach Hilfe sucht. Schließlich kommt auch noch Jim in die Wohnung, der scheinbar von den Vorkommnissen draußen nichts mitbekommen hat und nur zur Party möchte. Nach weiteren Wahnvorstellungen tötet Lewis zunächst Jim und foltert anschließend Anna, die ihm sagen soll wohin Mya gegangen ist. Da diese es nicht weiß, wird sie ebenfalls getötet. Schließlich setzt Lewis Clark dem Signal aus, bis dieser ihm verrät, dass Mya zum Bahnhof unterwegs ist. Die Transmission endet mit Ben, der Lewis niederschlägt.

### III. Transmission („Flucht aus Terminus“ im Original „Escape from Terminus“)
In einer Rückblende wird gezeigt, dass Ben am Morgen ebenfalls in die Wohnung von Mya und Lewis gekommen ist und den gefesselten Lewis befreit hat. Dieser erkennt in ihm den Liebhaber seiner Frau, prügelt ihn bewusstlos und sperrt ihn in seinem Lieferwagen ein. Ben erwacht und kann sich befreien und schlägt Lewis in der Wohnung von Anna und Ken nieder. Ben fragt Clark ebenfalls wo Mya ist, doch dieser gibt vor es nicht zu wissen. Zwischenzeitlich wacht Lewis wieder auf und verfolgt die beiden, die in einen Werkzeugkeller fliehen können. Dort erfährt Ben von Clark, der jetzt ebenfalls an Wahnvorstellungen leidet, dass Mya zum Bahnhof unterwegs ist. Die beiden können Lewis abhängen und fliehen im Auto zum Bahnhof. Dort zeigt sich, dass Ben ebenfalls schon Wahnvorstellungen hat, jedoch nicht gewalttätig ist. Die beiden finden Mya, die in einer Art Trance vor einem Bildschirm sitzt und dem Signal ausgesetzt ist. Lewis kommt ebenfalls hinzu und prügelt sich mit Ben. Ben trickst Lewis jedoch aus, woraufhin dieser sich selbst tötet. Der Film endet damit, dass Ben Mya den Kopfhörer aufsetzt und diese zu weinen beginnt.

## Kritiken
- Filmreporter.de schreibt „Trotz der stilistischen Vielfalt bilden die drei Teile von "The Signal" eine eindrucksvolle Einheit. Schwarzer Humor, kompromisslose Gewalt und gradlinige Dynamik prägen den Stil aller drei Teile.“[2]
- Rotten Tomatoes ermittelt für den Film einen Anteil positiver Kritiken von 59 % und fasst die Kritiken wie folgt zusammen: „The Signal ist grausam, lustig und hat große Gedanken über die Gesellschaft, aber diese unterschiedlichen Elemente kommen nicht überzeugend zusammen.“ (original: „The Signal is gruesome, funny, and has big thoughts about society, but those disparate elements fail to come together convincingly.“)[3]

## Produktionsdetails
Der Film wurde in Atlanta gedreht und spielte weltweit etwas über 400.000 USD ein bei Produktionskosten von ca. 50.000 USD. Die Veröffentlichung des Films verzögerte sich zunächst, da es Lizenzprobleme mit einem verwendeten Lied gab und wurde schließlich am 22. Februar 2008 in den Kinos veröffentlicht, nachdem es ein Jahr zuvor auf dem Sundance Film Festival gezeigt wurde.

## Nominierungen
- 2009: Independent Spirit Awards (John Cassavetes Award)[7]